# Astragalus oocarpus
Astragalus oocarpus är en ärtväxtart som beskrevs av Asa Gray. Astragalus oocarpus ingår i släktet vedlar, och familjen ärtväxter. Inga underarter finns listade i Catalogue of Life.